# Jezersko-solčavska ovca
Jezersko-solčavska ovca je slovenska avtohtona pasma ovc.